# Canons Ashby
Canons Ashby – wieś w Anglii, w hrabstwie Northamptonshire, w dystrykcie (unitary authority) West Northamptonshire. Leży 21 km na południowy zachód od miasta Northampton i 101 km na północny zachód od Londynu. W 2001 miejscowość liczyła ok. 50 mieszkańców.